# Микеле Плачидо
Микеле Плачидо (итал. Michele Placido; 19. мај 1946) је италијански глумац и редитељ.

## Биографија
Плачидо је рођен у сиромашној породици у градићу Асколи Сатријано, округ Фођа. Студирао је глуму на Академији драмских уметности у Риму. Дебитовао је као глумац у представи Сан летње ноћи 1969. године. Добио је Сребрног медведа на филмском фестивалу Берлину 1978. године. Најпознатији је по улози Корада Катанија у серији Хоботница (итал. La Piovra).
Током каријере остварио је велики број улога у познатим италијанским филмовима, као што је Године љубави из 2011. где се појављују Роберт де Ниро и Моника Белучи.
До 1994, био је ожењен глумицом Симонетом Стефанели. Има петоро деце, а ћерка Виоланте Плачидо је такође глумица.